# Manfull Ridge
Manfull Ridge ist ein breiter und verschneiter Gebirgskamm im westantarktischen Marie-Byrd-Land. An der Nordseite der Kohler Range ragt er rund 8 km westlich des Morrison Bluff auf.
Der United States Geological Survey kartierte ihn anhand eigener Vermessungen und Luftaufnahmen der United States Navy aus den Jahren von 1959 bis 1971. Das Advisory Committee on Antarctic Names benannte ihn 1976 nach Byron Preston Manfull (1923–2007), Vorsitzender des Interagency Committee on Antarctica im Außenministerium der Vereinigten Staaten von 1967 bis 1969.